# カウナス工科大学附属ギムナジウム
座標: 北緯54度54分14秒 東経23度57分34秒 / 北緯54.90389度 東経23.95944度
カウナス工科大学附属ギムナジウム（カナウスこうかだいがくふぞくジムナジウム、リトアニア語: Kauno technologijos universiteto gimnazija）は、リトアニア・カウナスにある国立学校（ギムナジウム）。初等および中等教育が行われている。学校コードは190994836。
1989年、カウナス工業大学 (KPI) 附属の実験的中等学校として設立された。1990年、カウナス工業大学がカウナス工科大学 (KTU) に名称変更したのに伴い、中等学校の名称も「カウナス工科大学附属」に変更された。1992年、「ギムナジウム」となった。カウナス工科大学敷地内に位置し、大学の実験室や体育施設を利用している。
ギムナジウムには35名の教員がおり、うち16名はカウナス工科大学の教員でもある。

## 校長
- 1990年 - 2015年：ブロニスロヴァス・ブルギス (Bronislovas Burgis)
- 2015年 - ：トマス・キヴァラス (Tomas Kivaras)

## 生徒会長
- 1997年-1998年：リュタウラス・ウレヴィチュス (Liutauras Ulevičius)
- 2008年-2009年：ヴァイヴァ・ヤクティーテ (Vaiva Jakutytė)
- 2009年-2010年：ガブリエレ・ヤゲラヴィチューテ (Gabrielė Jagelavičiūtė)
- 2010年-2011年：スナイゲ・ジドニーテ (Snaigė Židonytė)
- 2011年-2012年：エンリカス・エトネリス (Enrikas Etneris)
- 2012年-2013年：マリヤ・シュムルクシュティーテ (Marija Šmulkštytė)
- 2013年-2014年：アンドリュス・クリュカス (Andrius Kriukas)
- 2014年-2015年：ヴァイニュス・ポドリンスキス (Vainius Podolinskis)
- 2015年-2016年：イェヴァ・シャルナイテ (Ieva Šalnaitė)
- 2016年-2017年：ルカス・ケメジーテ (Luka Kemežytė)

## 著名な卒業生
- リュタウラス・ウレヴィチュス (Liutauras Ulevičius) - 裁判官
- サロメヤ・ザクサイテ (Salomėja Zaksaitė) - 裁判官、チェスプレイヤー